# Peter Camenzind
Peter Camenzind è il primo romanzo di Hermann Hesse. Pubblicato a puntate sulla Neue Rundschau nel 1903, e in volume nel 1904, dopo tre anni di lavoro, grazie al consenso ottenuto da alcuni componimenti precedenti poetici come Hermann Lauscher. L'opera valse ad Hesse il successo e quindi la possibilità di abbandonare il mestiere di bibliotecario e di dedicarsi a tempo pieno all'attività di poeta/scrittore che sognava da ragazzo.

## Presentazione
La storia narra di un  Suchende – ossia una persona in ricerca, come sono la maggior parte dei personaggi dello scrittore tedesco – chiamato Peter Camenzind, il quale abbandona poco più che ragazzo il proprio villaggio per dedicarsi agli studi e poi lavorare come scrittore. Personaggio molto raffinato, dai suoi pellegrinaggi impara a conoscere la città, il mondo e gli uomini attraverso esperienze, a volte positive e a volte anche negative, che lo segneranno.
Diventa uno scrittore 'freelance' che si occupa di avvenimenti storico-politici: dopo aver conosciuto il mondo ritorna tuttavia al villaggio natale in campagna, rinnegando l'intellettualismo e la vita di città, dedicandosi invece interamente a quella bucolica, trovando la felicità e la pace interiore tanto agognata. Alla fine si è reso conto ch'è sempre rimasto il ragazzo di campagna che era, nonostante l'aspetto signorile e la formazione ricevuta.
Osserva che il 'peccato originale' si applica e realizza compiutamente nella realtà cittadina: quando torna al villaggio per prendersi cura del padre malato, capisce che fino ad allora non ha fatto altro che seguire il proprio sogno d'infanzia, diventar cioè un poeta. Non sa se c'è riuscito o se mai vi riuscirà; quanto più rammemora le tante persone e gli amori che ha incontrato durante i suoi viaggi, capisce che sono diventati un sigillo indelebile dentro sé.
L'autore vuole dunque spingere coloro che vogliono realizzarsi a non dimenticare dove è la loro vera patria, ovvero nel cuore e nello spirito. Questo sarà peraltro anche il tema centrale di Narciso e Boccadoro.

## Trama
Viene descritta l'esistenza di un uomo nato in un piccolo villaggio tra le montagne. Peter si distingue subito per il suo amore esuberante per la vita all'aria aperta, completamente immersa nella natura; passa il suo tempo nei boschi ad osservar la fauna selvatica. La vicenda si focalizza sulla trasformazione interiore nel tempo di Peter il quale, attraverso l'educazione, riesce a sceglier la propria carriera, l'attività intellettuale.
Peter ha trascorso un'infanzia abbastanza difficile, in quanto entrambi i genitori sono sempre stati troppo occupati dalle faccende materiali quotidiane per occuparsi e prendersi cura intimamente di lui; così a Peter non rimane altro che trovarsi un amico speciale nella natura: le montagne, il lago, i grandi ed improvvisi temporali, nonché il sole ma soprattutto le nuvole (egli s'identifica con le diverse creature create dalle loro forme) avvicinano il piccolo protagonista alla bellezza della realtà naturale.
La prima volta che Peter esce dal piccolo villaggio in cui è nato è stato quando ha iniziato a frequentare la scuola pubblica nella vicina città; rimane così fortemente impressionato e sorpreso dalla vastità del mondo. Ma gli insegnanti coi loro modi severi non fanno altro che incutergli timore; il grande desiderio di trovare un vero amico non si realizzerà tra i compagni di classe e, sentendosi solo, Peter comincia ad impegnarsi nella letteratura, scrivendo anche brevi e semplici poesie.
Il primo sentimento amoroso provato nei confronti di una coetanea convertono il bambino in ragazzino appena entrato nella fase dell'adolescenza. Seduto ai piedi del letto in cui si trova la madre moribonda ha la prima presa di coscienza della morte, del morire a cui tutti i vivi son destinati alla fine del loro cammino in terra: quest'esperienza finisce per rafforzarlo ed incoraggiarlo, nonostante senta forte la mancanza della figura materna. A seguito d'un litigio avvenuto col padre fugge di casa e, dopo un periodo in cui s'è dato all'alcol, si reca a Zurigo per studiare filologia.
In città fa amicizia con un rinomato pianista di nome Richard; il carattere sereno un po' infantile ed ingenuo dell'artista, permette a Peter di stringer amicizia ed entrar in contatto anche con personalità conosciute, tra cui alcuni poeti e pittori. Nel contempo s'innamora d'una giovane pittrice ma, poco prima di confessarle i sentimenti che prova, viene a sapere ch'ella ama già un altro uomo.  
Profondamente scosso e deluso Peter ricade nel vizio del bere, interrompe gli studi universitari e comincia a farsi un nome come scrittore: assieme a Richard fanno un viaggio percorrendo in lungo e in largo l'italia settentrionale. Peter si sente perfettamente a suo agio, quasi fosse a casa sua, nelle terre europee meridionali. Poco dopo, tornato in Svizzera, scopre che l'amico è morto annegato; solo ora il protagonista riconosce la profonda importanza che quest'amicizia aveva per lui e finisce col maledire Dio per averglielo voluto strappare.
Dopo una serie di ricorrenti e sempre più forti pensieri di suicidio Peter si reca a chieder consulenza ad un medico; ma il protagonista, sempre più malinconico e depresso, guarda indietro sulla propria vita e si pone la questione di cosa abbia effettivamente realizzato sino a quel momento. Non trovando nessun vero significato nelle cose normali che fanno tutti, comincia a passar sempre più tempo all'interno dei locali che vendono vino; diventa volubile e presuntuoso di carattere, e soffre di una forte miopia che gli tormenta gli occhi.
L'amore per la giovane e bella Elisabeth gli restituisce la gioia di vivere, ma la superficialità che caratterizza le persone che lo circondano lo disgusta e finisce per cercar nuovamente rifugio nella natura: improvvisamente afferrato dal desiderio di matrimonio decide di sposare Elisabeth, ma la ritrova impegnata con un altro. Dopo molti anni ha un incontro risolutivo col padre; nuovamente si mette in viaggio dirigendosi ad Assisi, la città di quello che considera esser stato il più grande fra tutti gli uomini santi, San Francesco. In seguito si stabilisce a Basilea dove pare trovar una qualche stabilità emotiva e felicità.
L'incontro con la semplice e modesta esistenza di un falegname lo costringe nuovamente a mettersi in discussione; Peter rimane impressionato dalla vicinanza tra gli artigiani e la gente comune e si fa prendere in casa come convittore nella sua famiglia. L'incontro con Boppi, un disabile, cambierà ancora una volta il corso della propria vita; Peter si trova ad osservar che, la grave limitazione fisica dell'amico rende molto più intensa la sua vita e che l'iniziale pietoso disgusto provato è del tutto fuori luogo.
Peter si trova così combattuto tra Boppi e il falegname, che non lo comprende e vi si oppone, fino al punto da temer d'esser costretto a perder l'amicizia d'uno dei due. Allo zoo, dove s'è recato in visita un giorno, il protagonista medita sul suo non mai estinto amore per Elisabeth e di quanto importante questo sia stato per lui. Dopo la morte di Boppi Peter vorrebbe ripartir immediatamente per l'Italia, ma viene invece richiamato al villaggio natale dalla notizia che lo informa della malattia del padre.
Peter conclude così il suo percorso là da dove era partito, non sa però ancora ben dire quale sia il desiderio più grande ed intimo che possiede e si mette, con le competenze acquisite nel campo, ad aiutar a riparare la casa paterna oramai fatiscente; grazie poi ad alcuni articoli fatti pubblicare in importanti quotidiani del Cantone della Confederazione svizzera in cui si trovano (in cui rivendica certi pagamenti dovuti al paese) ottiene gran fama all'interno della comunità.
Prova, poco alla volta, nella sua attuale situazione, nuovamente una qualche gioia e un'ulteriore prospettiva gli viene offerta dall'aver ereditato la locale locanda;  ma non abbandona l'ideale di sempre di poter diventar in un non lontano futuro uno scrittore di successo.

## Personaggi
- Peter

Il narratore in prima persona nonché personaggio principale della storia, è una trasposizione autobiografica dello stesso Hesse. Ha fin da bambino un rapporto conflittuale col padre, che ha l'abitudine di frustarlo nella stalla una volta alla settimana, anche senza che questi abbia commesso alcuna mancanza. Dopo aver perduto la madre abbandona la famiglia e si dà temporaneamente ad una vita di vagabondaggi in Italia. Più di una volta, preso da sconforto, pensa che l'unica possibile via d'uscita sia la morte volontaria.
Figlio d'un povero agricoltore, viene pesantemente trascurato fin dalla più tenera età; ma già a 13 anni ha ben chiaro in mente che cosa egli voglia diventare, un poeta o nient'altro.
- Rose

Il primo amore segreto del protagonista.
- Richard

Un musicista di talento che durante gli anni di studio a Zurigo vive nella stessa abitazione di Peter. Si tratta di un bel giovane popolare in tutto il quartiere; inizialmente intimidito da lui, in seguito Peter stringe una forte e solida amicizia, interrotta bruscamente dalla morte per annegamento del pianista.
- Erminia

Una giovane pittrice. Il protagonista, che s' innamorato di lei, mentre sta cercando di dichiararsi, viene a sapere ch'ella è già sentimentalmente coinvolta con un altro.
- Elisabeth

Fidanzata e futura sposa di Peter; questi tuttavia esita troppo ed ella finisce per scegliere un altro.
- Annunziata

Una corpulenta vedova di 34 anni, padrona di casa di Peter quando questi va a vivere ad Assisi.
- Famiglia Schreiner

Avendo necessità di trovar un luogo ove poter riporre i suoi molti libri, Peter conosce un falegname e ben presto vien preso ad abitare come inquilino nella sua famiglia. Entra in contatto quindi con Boppi, un parente disabile della moglie del falegname.
- Boppi

A prima vista colto da disgusto per l'infermità di Boppi, Peter riesce però a stringere una stretta amicizia con lui. Inizialmente lo compatisce, ma presto si rende conto che la sua esistenza - nonostante l'handicap, o proprio grazie a questo - sia molto più ricca d'amore e bontà d'animo rispetto ad altri; più lo conosce e più Peter sente di comprenderlo in profondità: un'amicizia che non ha fine neanche con la morte di Boppi.
Peter decide di fargli conoscere Elisabeth, sapendo che i due sarebbero andati d'accordo.

## Edizioni italiane
- trad. di Ervino Pocar, Milano: Aldo Martello Editore, 1951; con introduzione di Italo Alighiero Chiusano, Milano: Mondadori, 1980
- trad. di Lydia Magliano, Collana BUR n.1806-1807, Milano: Rizzoli, 1962; Introduzione di Giuseppe Bevilacqua, Milano, BUR-Rizzoli, 1979
- trad. di Giorgio Quieto, Roma: Newton Compton, 1974; poi in Romanzi e racconti, Newton Compton, 1992
- trad. di Amina Pandolfi, Introduzione di Maria Luisa Spaziani, Milano: Bompiani, 1985